# Uta'mqt
Uta'mqt (kod Teita Lower Thompson Indijanci, Uta'mqtamux i Cañon Indijanci), ogranak Ntlaakyapamuka naseljen na rijeci Fraser izmeđiu Siske i Yalea (prema Hodgeu) ili Spuzzuma i Cisca (Swanton) u Britanskoj Kolumbiji, Kanada. Swanton nabraja 25 njihovih sela s rijeke Fraser, viz.: Chetawe, Kalulaadlek, Kapachichin, Kapaslok, Kimus, Kleaukt, Koiaum, Nkakim, Nkattsim, Nkoiam, Noieltsi, Npiktim, Ntsuwiek, Sintaktl, Skohwak, Skuzis, Skwauyik, Spaim, Spuzzum, Stahehani, Suk, Takwayaum, Tikwalus, Tliktlaketin i Tzauamuk. 

## Lietratura
- Frederick Webb Hodge, Handbook of American Indians North of Mexico

## Vanjske poveznice
- Legenda: The Dog Children  Arhivirana inačica izvorne stranice od 21. listopada 2008. (Wayback Machine)